# Andreas Duncker der Ältere
Andreas Duncker der Ältere (* in Magdeburg; † 10. September 1629 in Braunschweig) war ein deutscher Buchdrucker und Verleger.

## Leben und Werk
Duncker betrieb in seiner Heimatstadt Magdeburg eine Druckerei, die er spätestens 1595 von seinem Schwiegervater Wolfgang Kirchner, einem der wichtigsten Bibeldrucker Norddeutschlands, übernahm. Er wanderte nach Braunschweig aus, wo er 1603 vom Rat der Stadt das Druckprivileg erhielt und bis zu seinem Tod im Jahr 1629 tätig war. Bis zum Jahre 1607 oder bis 1610 führte er neben dem Hauptbetrieb in Braunschweig noch eine Filiale in Magdeburg. Diese wurde danach von seinem Schwiegersohn Andreas Betzel weitergeführt. Am 4. Dezember 1606 erhielt Duncker das Braunschweiger Bürgerrecht. Aufgrund seines hohen Ansehens wurde er 1617 zum Gerichtsvogt ernannt.
Duncker druckte die Streitschriften des Braunschweiger Rates gegen Herzog Heinrich Julius im Kampf um die Stadtfreiheit. Die Schriften sind in dem zweibändigen Thesaurus homagialis von 1603 und 1611 zusammengefasst. Er druckte die Rechtfertigungsschriften zur Hinrichtung des Braunschweiger Bürgerhauptmanns Henning Brabandt und die Erstausgabe des Thesaurus philosophicus des Gelehrten Georg Andreas Fabricius. Sein Verlagsprogramm umfasste Bücher für den Schulunterricht, Erbauungsschriften, historische und politische Werke, Gelegenheitsschriften wie z. B. Leichenpredigten, Hochzeitspredigten und -gedichte. Weiterhin gab er eine wöchentliche Zeitung heraus.
Andreas Duncker starb 1629, mitten im Dreißigjährigen Krieg. Da sich sein 16-jähriger Sohn gerade erst freiwillig zum Kriegsdienst gemeldet hatte, führte Balthasar Gruber, Schwiegersohn Dunckers d. Ä., zunächst die Druckerei fort, übergab sie jedoch an Duncker d. J., als dieser 1637 nach Braunschweig zurückkehrte. Andreas Duncker d. J. betrieb die Druckerei bis zu seinem Tode 1657.